# Roy Radu
Pas d'image ? Cliquez ici

a Compétitions nationales et continentales officielles uniquement.

b Matchs officiels uniquement.
Roy E. Radu (né le 11 septembre 1963 à Burnaby en Colombie-Britannique), est un joueur canadien de rugby à XV, évoluant au poste de troisième ligne aile pour l'équipe nationale du Canada.